# 沙希 (北方邦)
沙希（羅馬化：Shāhi）是印度北方邦巴雷利縣的一个城镇。总人口13898（2001年）。

## 人口
该地2001年总人口13898人，其中男性7352人，女性6546人；0—6岁人口3000人，其中男1501人，女1499人；识字率25.78%，其中男性为31.92%，女性为18.88%。